# René Monse
René Monse (Potsdam, RDA, 28 de septiembre de 1968-Magdeburgo, 7 de junio de 2017) fue un deportista alemán que compitió en boxeo.
Ganó una medalla de bronce en el Campeonato Mundial de Boxeo Aficionado de 1995 y una medalla de bronce en el Campeonato Europeo de Boxeo Aficionado de 1996. Participó en los Juegos Olímpicos de Atlanta 1996, ocupando el sexto lugar en el peso superpesado.
En abril de 1997 disputó su primera pelea como profesional. En su carrera profesional tuvo en total 16 combates, con un registro de 14 victorias y 2 derrotas.

## Palmarés internacional
| Campeonato Mundial | Campeonato Mundial  | Campeonato Mundial | Campeonato Mundial |
| Año                | Lugar               | Medalla            | Categoría          |
| ------------------ | ------------------- | ------------------ | ------------------ |
| 1995               | Berlín (Alemania)   | Medalla de bronce  | +91 kg             |
| Campeonato Europeo |                     |                    |                    |
| Año                | Lugar               | Medalla            | Categoría          |
| 1998               | Minsk (Bielorrusia) | Medalla de bronce  | +91 kg             |